# Kingsley Schindler
Kingsley Schindler (Hamburgo, Alemania, 12 de julio de 1993) es un futbolista ghanés. Juega de centrocampista y su equipo es el Samsunspor de la Superliga de Turquía.

## Trayectoria
Schindler, en categorías inferiores, jugó en el Concordia Hamburg, Hannover 96 y el TSG Neustrelitz. En 2013 fue transferido al TSG 1899 Hoffenheim II de la Regionalliga Südwest.
Entre 2016 y 2019 jugó para el Holstein Kiel, y en 2017 aseguró junto a su club el ascenso a la 2. Bundesliga.
En enero de 2019 fichó por el F. C. Colonia hasta 2023. Más tarde ese año, el Colonia ganó la 2. Bundesliga 2018-19 y aseguró su ascenso a la primera categoría de Alemania. Tras una temporada en la máxima categoría, en agosto de 2020 fue cedido un año al Hannover 96.
El 26 de julio de 2023 se anunció su fichaje por el Samsunspor turco por dos temporadas más una tercera opcional.

## Selección nacional
El 27 de marzo de 2023 hizo su debut con la selección de Ghana en un encuentro de clasificación para la Copa Africana de Naciones de 2023 ante Angola que finalizó en empate.

## Clubes
| Club                   | País     | Año       |
| ---------------------- | -------- | --------- |
| SC Concordia           | Alemania | 2011      |
| TSG Neustrelitz        | Alemania | 2012-2013 |
| TSG 1899 Hoffenheim II | Alemania | 2013-2016 |
| Holstein Kiel          | Alemania | 2016-2019 |
| F. C. Colonia          | Alemania | 2019-2023 |
| Hannover 96 (cedido)   | Alemania | 2020-2021 |
| Samsunspor             | Turquía  | 2023-     |

## Palmarés

### Títulos nacionales
| Título        | Club          | País     | Año     |
| ------------- | ------------- | -------- | ------- |
| 2. Bundesliga | F. C. Colonia | Alemania | 2018-19 |